# Staley (Carolina del Nord)
Staley è un comune degli Stati Uniti d'America, situato in Carolina del Nord, nella contea di Randolph.